# Мартышка Дента
Мартышка Дента (лат. Cercopithecus denti) — вид приматов из семейства мартышковых. Ранее считалась подвидом мартышки Вольфа (Cercopithecus wolf), в 2001 году была поднята до ранга вида.

## Описание
Среднего размера мартышка. Нижняя часть тела белая или кремовая, спина тёмно-янтарного цвета. Половой дихроматизм не выражен. Самцы крупнее самок. Лицо безволосое, серо-голубого цвета, глаза посажены глубоко. Брови белые, над бровями на макушке полоса тёмной шерсти. Губы покрыты редкими белыми волосами. Шерсть на ушах длинная, светлая. Различие в цвете шерсти среди особей меньше, чем у мартышек других видов.

## Распространение
Встречаются на востоке Демократической Республики Конго, в Бурунди, Руанде и юго-западной Уганде. Населяют низинные леса, предпочитая селиться вдоль рек. Изредка встречаются также в предгорьях на высоте от 400 до 1900 метров над уровнем моря.

## Поведение
Образуют небольшие семейные группы, в составе которых доминантный взрослый самец, две или более самки и их потомство. Средний размер группы составляет 9,8 особи. В рационе в основном фрукты и листья. Дополнением к рациону служат семена, мелкие животные, нектар, грибы и древесные соки. Течный цикл 30—32 дня, беременность длится 140—187 дней.

## Статус популяции
Международный союз охраны природы присвоил виду охранный статус «Вызывает наименьшие опасения». Серьёзных угроз популяции не выявлено.